# Alexandre Passos
Antônio Alexandre dos Passos Souza (Vitória, 9 de dezembro de 1961) é um político brasileiro.
É formado em administração de empresas, e especialista em orçamento público. Já foi diretor administrativo do Banestes, e é funcionário do Instituto Jones dos Santos Neves. Participou do Diretório Acadêmico da Faesa, da Associação de Moradores de Jardim da Penha, e do Conselho Popular de Vitória.

## Política partidária
Alexandre Passos é filiado ao Partido dos Trabalhadores do Espírito Santo, na tendência Democracia Socialista. Em 2000 a vitória tornou eleito o vereador de Vitória, tendo sido reeleito em 2004 e 2008. Foi presidente da Câmara Municipal de Vitória desde 2005 (ao assumir depois da reeleição de 2004) até o final de 2010.
Durante seu primeiro mandato como presidente da Câmara Municipal de Vitória, o subsídio dos vereadores da cidade sofreu o maior aumento registrado no Brasil: 147%. O projeto de lei, proposto pelo vereador Zezito Maio, aumentou o valor de 3 mil reais para 7,4 mil reais. Na época, Alexandre Passos defendeu o reajuste, afirmando que o subsídio estaria igual haveria 5 anos: "Há uma defasagem não só em relação a outras capitais, mas, na Grande Vitória, inclusive, os salários são maiores. As Câmaras das cidades de Vila Velha, Cariacica e Serra têm salários maiores que os de Vitória."
Em 2008, Alexandre Passos presidiu uma sessão na Câmara Municipal de Vitória que resultou na cassação do vereador Gilmário da Costa Mendes (mais conhecido como "Passarinho") por improbidade administrativa. Este tinha comparecido à sessão acompanhado de dezenas de seguidores, e quando o resultado foi pronunciado Alexandre Passos se tornou um dos alvos da ira do grupo. De acordo com um jornal local, foi necessário inclusive solicitar proteção à Secretaria de Segurança. A seguir o ex-vereador seria condenado pela Justiça a devolver o dinheiro desviado, e a multa e mais de 12 anos de prisão em regime fechado pelos crimes de peculato e corrupção passiva. Passarinho recorreu ao Supremo Tribunal de Justiça, e aguarda em liberdade o novo julgamento.
Alexandre Passos também concorreu a deputado estadual duas vezes, em 2006 e 2010, mas sem êxito. Em 2010 ocupou interinamente o cargo de prefeito municipal de Vitória.
Em 2011 Alexandre Passos assumiu a Secretaria Estadual de Turismo, compondo a equipe do recém-empossado governador do estado do Espírito Santo, Renato Casagrande.